# Jordanes

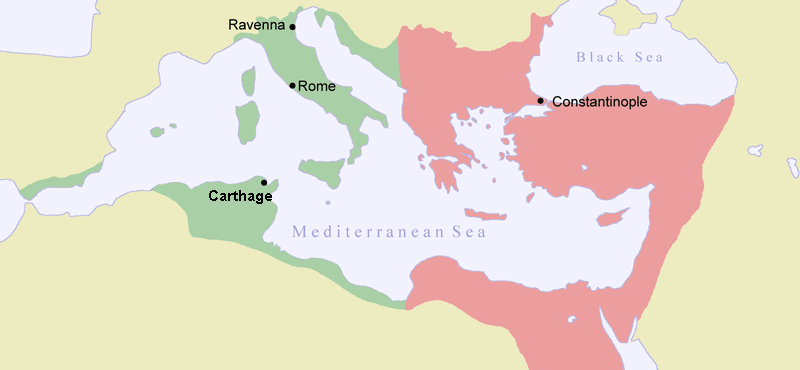
Thế giới Địa Trung Hải theo như mô tả trong bộ sử Getica của Jordanes. Đế quốc Đông La Mã, thủ đô Constantinopolis được tô màu hồng. Những vùng bị Justinianus chinh phạt được tô màu xanh lá cây.

Jordanes (/dʒɔːrˈdeɪniːz/), còn được viết thành Jordanis hay ít thấy là Jornandes, là một sử gia La Mã sống vào thế kỷ 6, về cuối đời đã bắt tay vào việc biên soạn cuốn Romana nói về lịch sử thành Roma và tác phẩm nổi tiếng nhất Getica kể về lịch sử người Goth được viết ở Constantinopolis vào khoảng năm 551. Đây là tác phẩm sử học cổ xưa còn lưu lại đến nay ghi chép lịch sử buổi đầu dựng nước của người Goth.
Jordanes được một người bạn nhờ viết quyển sách này để làm thành bản tóm lược bộ lịch sử người Goth gồm nhiều tập (nay đã thất truyền) của Cassiodorus. Việc ông được chọn là dựa vào sự hiểu biết chuyên sâu về sử học, khả năng viết lách cô đọng và gốc gác Goth của mình. Ông từng là một notarius cấp cao, hoặc thư ký của một tiểu quốc phụ thuộc nằm trên biên giới La Mã ở vùng Tiểu Scythia, nay là phía đông nam Romania và đông bắc Bulgaria. Những tác giả khác chẳng hạn như Procopius đều biên soạn những tác phẩm còn lại đến nay kể về lịch sử hậu kỳ của người Goth. Là bộ sử duy nhất còn tồn tại nói về nguồn gốc dân tộc Goth, Getica cũng bị hậu thế chê bai không ít. Toàn bộ tác phẩm đều được Jordanes viết bằng tiếng Latinh Hậu kỳ chứ không phải thứ tiếng Latinh cổ điển theo kiểu Cicero. Trong lời đề tựa, tác giả chỉ có ba ngày để suy xét những gì mà Cassiodorus đã viết ra, có nghĩa là ông cũng phải dựa vào kiến thức của chính mình. Ngoài ra một số lời bình trong sách khá là vắn tắt.

## Thân thế
Jordanes viết về bản thân mình gần như chỉ là thoáng qua:
Người Sciri, bên cạnh người Sadagarii và chút ít người Alani với thủ lĩnh của họ, Candac theo như tên gọi đã đón nhận vùng Tiểu Scythia và Hạ Moesia. Paria, cha của cha ta Alanoviiamuth (ý nói là ông nội của tôi), từng làm thư ký cho vị Candac này chừng nào ông còn sống. Với bà con cô cậu của ông Gunthigis, còn gọi là Baza, Trưởng quan Bộ binh, là đứa con trai của Andag con Andela, xuất thân từ dòng dõi Amali, Jordanes ta cũng vậy, dù từng là một kẻ ít học trước khi cải đạo, là một viên thư ký giúp việc.

Rồi trong bản văn Mommsen năm 1882 gợi ý rằng cái tên cực dài của cha Jordanes nên được chia thành hai phần: Alanovii Amuthis, dưới cả hai hình thức sở hữu cách. Tên cha của Jordanes về sau trở thành Amuth. Chữ đứng trước sau thuộc về Candac, biểu hiện rằng ông là một người Alan. Tuy vậy, Mommsen đã bỏ đi đề xuất sửa đổi một bản văn sai lạc.
Paria là ông nội của Jordanes. Tác giả viết rằng ông mình từng làm thư ký cho Candac, dux Alanorum, một nhà lãnh đạo khác chưa được biết đến của người Alan. Jordanes là notarius, hoặc thư ký làm việc dưới trướng Gunthigis Baza, một viên magister militum và là cháu của Candac thuộc về một đại gia tộc Ostrogoth của người Amali. Đây chính là ante conversionem meam ("trước khi tôi cải đạo"). Bản chất và các chi tiết của việc cải đạo vẫn còn mơ hồ. Người Goth từng cải sang đạo Thiên Chúa với sự trợ giúp của Ulfilas (một người Goth), được lập làm giám mục dựa theo lời tường thuật này. Tuy nhiên, người Goth đã chọn hệ phái Arius. Việc cải đạo của Jordanes có thể là một sự chuyển đổi sang tín ngưỡng Chúa Ba Ngôi Nicene, vốn có lẽ được thể hiện theo kiểu chống đối tà thuyết này trong một số đoạn của bộ Getica. Trong bức thư gửi cho Vigilius ông nói rằng ông đã ngộ ra vestris interrogationibus - "qua câu hỏi của ngài". Ngoài ra, việc Jordanes cải đạo có thể hiểu rằng ông đã trở thành một tu sĩ, hoặc một religiosus, hay là thành viên thuộc hàng ngũ giáo phẩm. Một số bản thảo nói rằng ông là một giám mục, số khác thậm chí còn nói rõ là giám mục thành Ravenna, nhưng Jordanes lại không có tên trong danh sách giám mục Ravenna.

## Tác phẩm

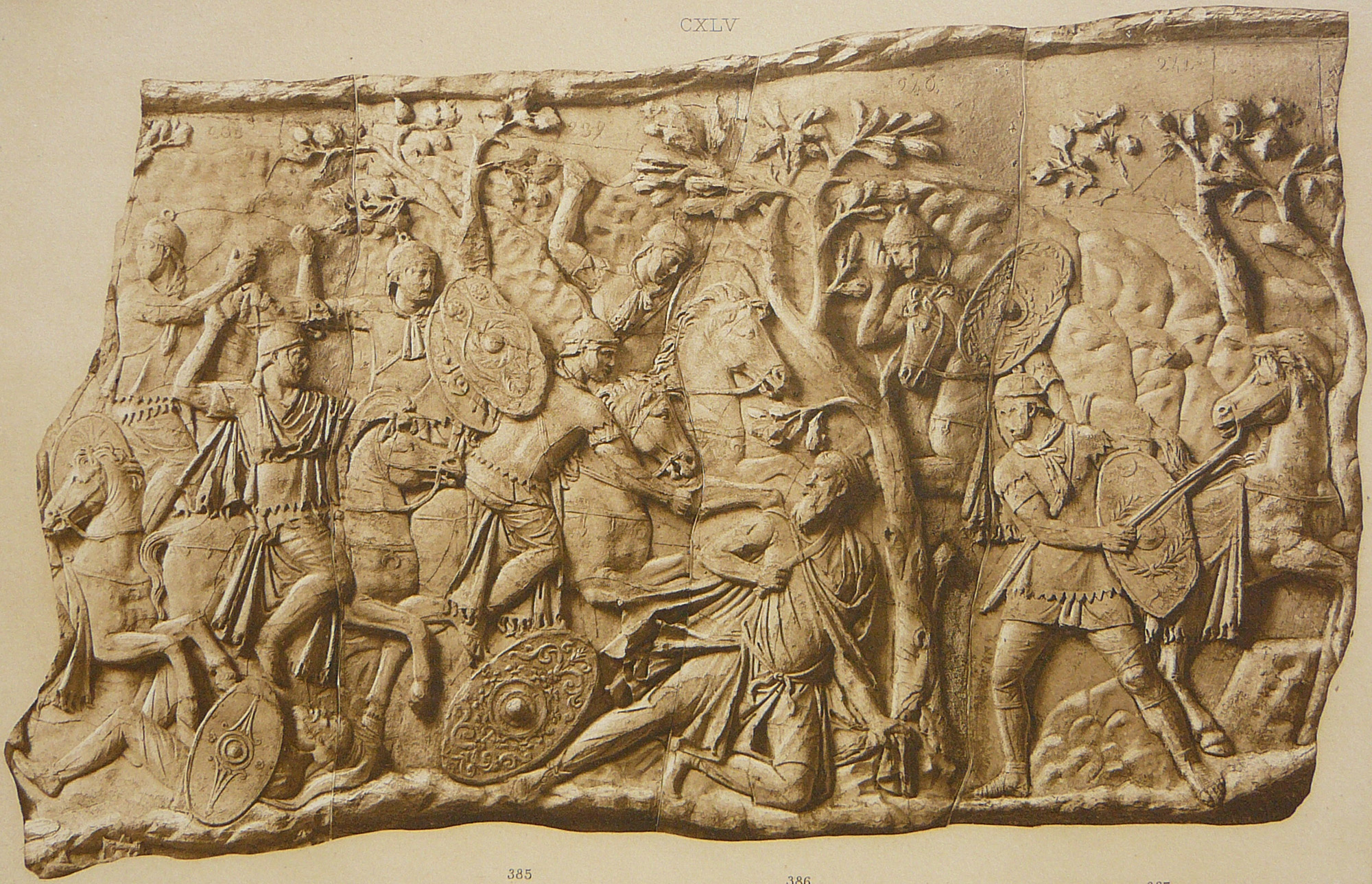
Những chiến tích của người Dacia và Getae (từ cột trụ Traianus) đều bị Jordanes gán nhầm thành người Goth

Jordanes viết Romana theo lệnh của một người nào đó tên là Vigilius. Dù một số học giả đã xác định được danh tính nhân vật này chính là Giáo hoàng Vigilius, chẳng có điều gì khác ủng hộ sự nhận dạng ngoại trừ cái tên ra. Mẫu thư từ mà Jordanes sử dụng và lời khuyên của ông rằng Vigilius "nên quay về với Chúa" dường như đã loại trừ nhận dạng này.
Trong lời đề tựa cho bộ Getica, Jordanes viết rằng ông đang làm gián đoạn công việc biên soạn Romana của mình theo lệnh của một người anh em tên là Castalius, dường như biết rõ rằng Jordanes đã có bộ Lịch sử người Goth mười hai quyển của Cassiodorus để ở nhà. Castalius thích một cuốn sách tóm lược về đề tài này, và Jordanes đã đóng góp sức mình bằng những đoạn trích dựa trên hồi ức, có thể được bổ sung thêm các nguồn tài liệu khác mà ông tiếp cận. Getica nổi bật là nhờ vào vị trí địa lý/dân tộc học miền Bắc, đặc biệt là Scandza (16–24). Tác giả nói về lịch sử thuở khai thiên lập địa của người Goth được bắt đầu bằng sự kiện Berig dẫn đầu đoàn người di cư trên ba con tàu từ Scandza đi tới Gothiscandza (25, 94), trong một quá khứ xa xôi. Dưới ngòi bút của Jordanes, vị bán thần Zalmoxis trong Getica của Herodotus trở thành một vị vua của người Goth (39). Jordanes kể lại làm thế nào mà người Goth cướp phá tan tành thành "Troia và Ilium" chỉ sau khi họ đã hồi phục lại phần nào từ cuộc chiến tranh với Agamemnon (108). Họ cũng được cho là đã đụng độ với pharaon Ai Cập Vesosis (47). Phần ít hư cấu trong tác phẩm của Jordanes bắt đầu từ khi người Goth giao tranh với quân đội La Mã vào thế kỷ thứ ba. Bộ sử kết thúc ở sự kiện người Goth thảm bại trước quân Đông La Mã dưới sự chỉ huy của danh tướng Belisarius. Jordanes chấm dứt tác phẩm này bằng cách nói rằng ông viết để vinh danh những người đã chiến thắng quân Goth sau 2030 năm lịch sử.

## Tranh cãi
Một số sử gia Romania và Mỹ đã viết về những lầm lẫn của Jordanes khi cân nhắc rằng Getae chính là người Goth. Rất nhiều dữ liệu lịch sử về người Dacia và Getae đều bị gán sai thành người Goth. Christensen A. S., Troya C. và Kulikowski M., đã chứng minh trong các tác phẩm của họ rằng trong Getica Jordanes đã khai triển lịch sử của người Getic và Dacia được trộn lẫn với rất nhiều chiến công kỳ quái. Caracalla (năm 214) nhận được danh hiệu "Geticus Maximus" và "Quasi Gothicus" sau những trận đánh với người Getae và Goth. Còn Belisarius cũng đón nhận danh hiệu "Geticus" sau những trận chiến chống lại các bộ lạc Getic và không đối địch với người Goth.